# Ричардсон, Гамильтон
Гамильтон Фаррар (Хэм) Ричардсон (англ. Hamilton Farrar "Ham" Richardson; 24 августа 1933, Батон-Руж, Луизиана — 5 ноября 2006, Нью-Йорк) — американский теннисист и бизнесмен. Победитель чемпионата США в мужском парном разряде (1958), двукратный обладатель Кубка Дэвиса (1954, 1958) в составе сборной США.

## Биография
Гамильтон Ричардсон родился в 1933 году в Батон-Руже (Луизиана). Он тренировался у Эмметта Паре и в 15 лет стал чемпионом США среди мальчиков. В это же время, в 1949 году, у него был диагностирован сахарный диабет 1-го типа. Врачи рекомендовали юноше полностью отказаться от занятий спортом, но он с этим не согласился и продолжал выступать. В 17 лет Ричардсон выиграл чемпионат Франции среди юношей, хотя во время турнира каждую ночь проводил в Американском госпитале в Париже, где врачи боролись за стабилизацию скачущего уровня сахара у него в крови.
В 1952 году поступил в Тулейнский университет, где проучился четыре года, совмещая академические успехи со спортивными. Ричардсон по четыре раза выигрывал чемпионат Юго-Восточной конференции в одиночном и парном разрядах и дважды — в 1953 и 1954 годах — становился чемпионом NCAA в одиночном разряде. При этом он окончил университет со средним баллом 3,92 из четырёх и получил Родсовскую стипендию на продолжение образования в Оксфорде.
Начиная с 1952 года выступал в составе сборной США — до 1956 года ежегодно, а затем в 1958 и 1965 годах. За это время пять раз помог американской команде выйти в раунд вызова Кубка Дэвиса, где она в 1950-е годы регулярно встречалась со сборной Австралии и дважды завоевала кубок. В 1954 году американцы выиграли раунд вызова без участия Ричардсона, но в 1958 году он был в финальном составе сборной. В общей сложности за годы игры в сборной он победил в 17 встречах в одиночном разряде и в трёх в парном, проиграв лишь по одному разу в каждом.
Дважды за карьеру, в 1956 и 1958 годах, Ричардсон завершал сезон на первой позиции в рейтинге сильнейших американских игроков, составляемом Ассоциацией лаун-тенниса Соединённых Штатов (USLTA), причём в первый из этих сезонов добился такого успеха как студент Оксфорда. В общей сложности он входил в первую десятку рейтинга USLTA 11 лет в 1950-е и 1960-е годы. На его счету были выходы в полуфинал трёх из четырёх турниров Большого шлема — чемпионатов Франции и США и Уимблдонского турнира — в одиночном разряде и в четвертьфинал четвёртого — чемпионата Австралии. В 1953 году Ричардсон дошёл на чемпионате Австралии до финала в миксте с Морин Коннолли, а в 1956 и 1958 годах дважды играл в финале чемпионата США в мужском парном разряде, со второй попытки завоевав чемпионский титул.
Ричардсон продолжал выступать до конца 1960-х годов и появлялся на корте от случая к случаю и в следующем десятилетии. Хотя концовка его игровой карьеры пришлась на Открытую эру, он никогда не переходил из разряда любителей в профессионалы, зарабатывая на жизнь другими способами. Окончив Оксфорд со степенью магистра, Ричардсон некоторое время проработал юридическим помощником сенатора от Луизианы Расселла Лонга, а затем сделал успешную карьеру как биржевой брокер и специалист по банковским инвестициям. Он возглавлял нью-йоркскую компанию Richardson and Associates, специализацией которой были инвестиции и венчурный капитал. Ричардсон оставался активистом Демократической партии и после работы с Лонгом, дважды был казначеем предвыборных кампаний конгрессмена от Нью-Йорка Алларда Ловенстайна, собирал средства для мэра Дэвида Динкинса, а в 1984 году занимал пост руководителя президентской кампании Дика Гефардта в штате Нью-Йорк.
Был дважды женат, второй брак с писательницей Мидж Терк, долгое время бывшей редактором журнала Seventeen, продлился 32 года. Умер в 2006 году в Нью-Йоркском пресвитерианском госпитале от осложнений диабета, оставив после себя вторую жену и трёх детей от первого брака. Имя Хэма Ричардсона внесено в списки Зала славы межвузовской теннисной ассоциации, Зала славы тенниса Южных штатов и Зала спортивной славы Луизианы.

## Финалы турниров Большого шлема за карьеру

### Мужской парный разряд (1-1)
| Результат | Год  | Турнир        | Покрытие | Партнёр       | Соперники в финале           | Счёт в финале   |
| --------- | ---- | ------------- | -------- | ------------- | ---------------------------- | --------------- |
| Поражение | 1956 | Чемпионат США | Трава    | Вик Сейшас    | Кен Розуолл Лью Хоуд         | 2-6 2-6 6-3 4-6 |
| Победа    | 1958 | Чемпионат США | Трава    | Алекс Ольмедо | Сэмми Джаммалва Барри Маккей | 3-6 6-3 6-4 6-4 |

### Смешанный парный разряд (0-1)
| Результат | Год  | Турнир              | Покрытие | Партнёрша      | Соперники в финале          | Счёт в финале |
| --------- | ---- | ------------------- | -------- | -------------- | --------------------------- | ------------- |
| Поражение | 1953 | Чемпионат Австралии | Трава    | Морин Коннолли | Джулия Сэмпсон Рекс Хартвиг | 4-6 3-6       |

## Финалы Кубка Дэвиса
| Результат | Год  | Место проведения   | Покрытие | Команда                                 | Соперники в финале                          | Счёт |
| --------- | ---- | ------------------ | -------- | --------------------------------------- | ------------------------------------------- | ---- |
| Поражение | 1955 | Нью-Йорк, США      | Трава    | США Х. Ричардсон, В. Сейшас, Т. Траберт | Австралия К. Розуолл, Р. Хартвиг, Л. Хоуд   | 0-5  |
| Победа    | 1958 | Брисбен, Австралия | Трава    | США Б. Маккей, А. Ольмедо, Х. Ричардсон | Австралия М. Андерсон, Э. Купер, Н. Фрейзер | 3-2  |